# Rheinisch-Bergische Eisenbahn-Gesellschaft
De Rheinisch-Bergische Eisenbahn-Gesellschaft (kort RBE) is een merknaam van Transdev Rheinland, dochteronderneming van Transdev GmbH, die het spoorvervoer verzorgt in de Duitse deelstaat Noordrijn-Westfalen.

## Activiteiten

### Reizigersvervoer

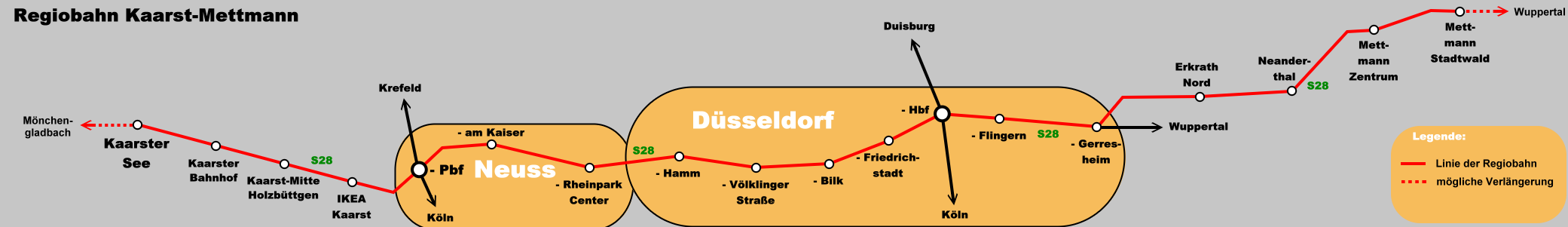
S28 van de Regiobahn tussen Kaarst en Mettmann (2007)

Oude logo van RBE tot 15 maart 2015 toen de moederonderneming nog Veolia Verkehr Rheinland GmbH heette

De RBE exploiteert sinds 26 september 1999 (onder de onderneming Veolia Verkehr Rheinland GmbH) de 34 kilometer lange spoorlijn van Kaarst via Neuss Hbf en Düsseldorf Hbf naar Mettmann met de lijn S28 van de S-Bahn Rhein-Ruhr in een twintig minuten frequentie.
Opdrachtgever is de spoorwegbeheerder en eigenaar van de trajectdelen Neuss - Kaarst en Düsseldorf-Gerresheim - Mettmann Regiobahn GmbH, de Regionale Bahngesellschaft Kaarst-Neuss-Düsseldorf-Erkrath-Mettmann-Wuppertal mbH, waarin alle aanliggende gemeenten een aandeel in hebben.
| Serie | Treinsoort         | Route | Bijzonderheden |
| ----- | ------------------ | --- | -------------- |
| S 28  | S-Bahn (Regiobahn) | Kaarster See – Kaarst Mitte/Holzbüttgen – Kaarst IKEA – Neuss Hbf – Düsseldorf Hbf – Neanderthal – Mettmann Stadtwald |                |

De spoorlijn is van Mettmann richting Wuppertal verlengd. In de toekomst staat ook de verlenging via Kaarst naar Mönchengladbach op de planning.
Op 19 december 2013 heeft de Ministerie voor Bouw, Wonen en Stadontwikkeling en Verkeer van de deelstaat Noordrijn-Westfalen ingestemd met de voorgelegde vergunning voor de verlenging van de S28 van Mettmann-Stadtwald naar Wuppertal Hbf. De exploitatie zou na het voltooien van de werkzaamheden in december 2017 van start gaan. De bouw is in het voorjaar van 2014 van start gegaan.

### Goederenverkeer
In het goederenverkeer exploiteert RBE in opdracht van de Teutoburger Wald-Eisenbahn (Captrain) goederenverkeer in de regio Düsseldorf en Duisburg. Regelmatig rijden er treinen van Vallourec in Düsseldorf-Rath naar het rangeerstation Duisburg-Ruhrorter Häfen.

### Overige activiteiten
Daarnaast heeft RBE een onderhoudsbedrijf in Mettmann. Hier worden de treinen van de S28 onderhouden. Daarnaast huurt zusteronderneming NordWestBahn een deel van de ruimte voor het onderhoud van de treinen van de concessie Niers-Rhein-Emscher-Netz. Tevens verzorgt RBE enkele ritten op de lijn RE10 voor NordWestBahn.

## Kwaliteit
De Regiobahn krijgt met haar lijn S28, welke compleet geëxploiteerd wordt door RBE, in de jaarlijkse kwaliteitskeuring van de Verkehrsverbund Rhein-Ruhr regelmatig de hoogste cijfers. Vooral in de punctualiteit, veiligheid en netheid scoort de RBE met de S28 hoog. Op de kwaliteitsranglijst wordt regelmatig de eerste plaats behaald, in 2015 was de algemene tevredenheid boven gemiddeld.

## Galerij

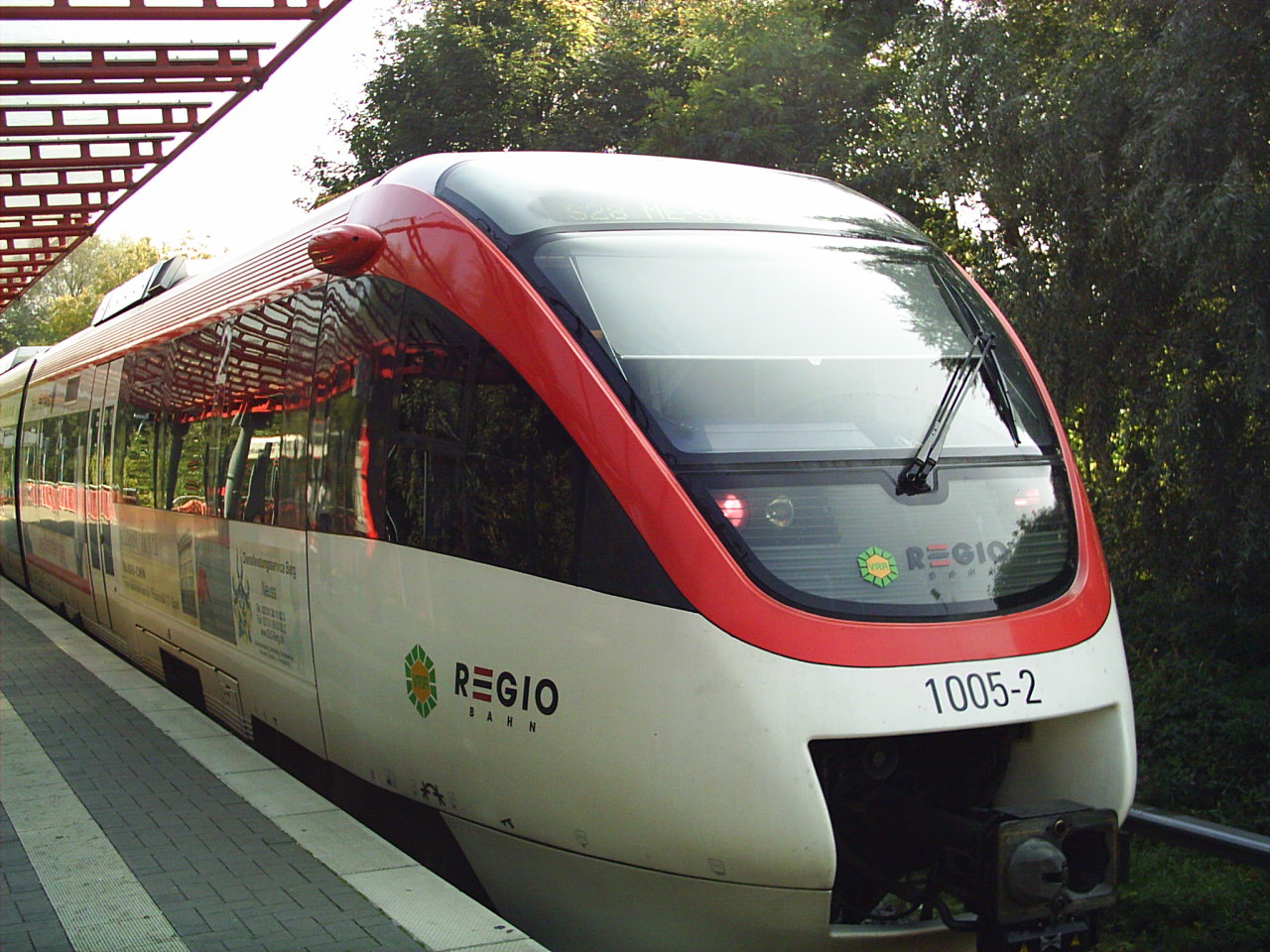
Met de Bombardier Talent-treinstellen exploiteert de RBE de S28 in opdracht van Regiobahn (2005)
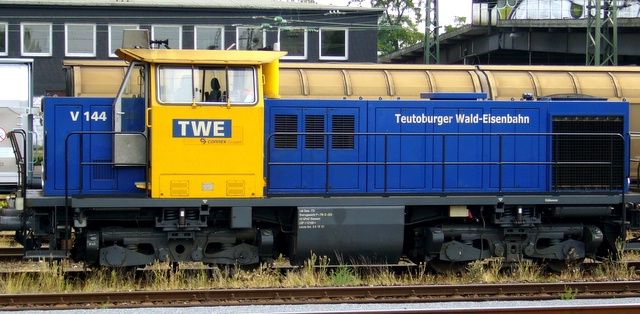
De locomotieven MaK G 1205 BB en MaK G 1206 worden door de RBE gebruikt in opdracht van TWE voor goederenverkeer in de regio Düsseldorf en Duisburg (2007)
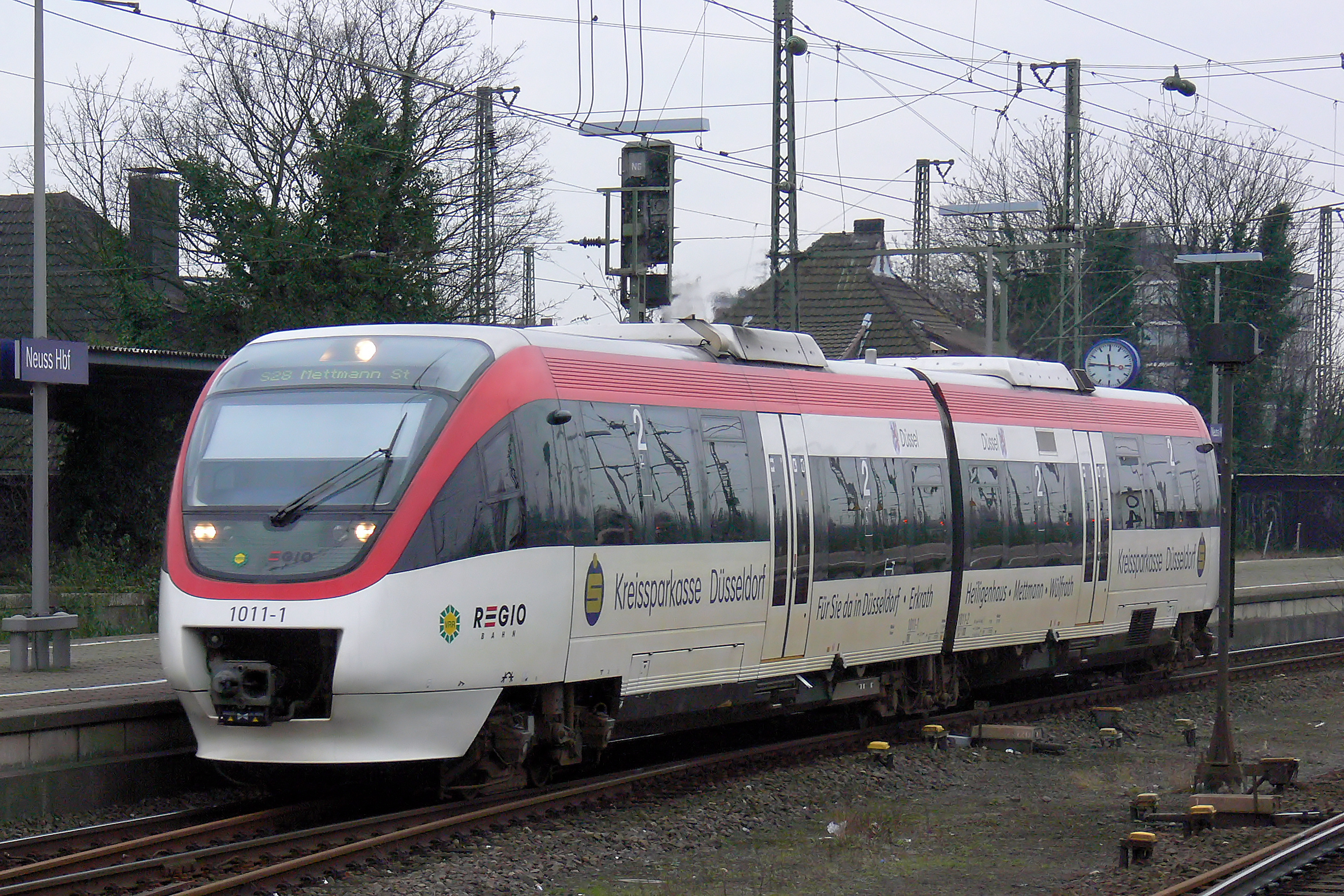
S28 van de Regiobahn in Neuss. De exploitatie is in handen van RBE